# Neo FreeRunner
Neo FreeRunner er en open source smartphone udviklet af Openmoko-projektet.
Specifikationerne på den nye Neo FreeRunner (GTA02) afviger en del fra Neo 1973 (GTA01Bv4).

Neo FreeRunner kan købes fra 4.juli 2008 for €199-350, den bliver solgt med revideret hardware (GTA02v6 eller GTA02v7).

## Specifikationer
- 802.11 b/g WiFi
- Tri-band GSM og GPRS
- microSD holder med understøttelse op til 32GB microSDHC kort (16GB Transcend-baseret testet).
- CPU: Samsung 2442 @ 400 MHz SoC (ARM9)
- SMedia 3362 2D/3D grafik acceleratorer
- USB Host
- 2x 3D Accelerometre.
- 1200 mAh batteri

## Software
Mange distributioner kan installeres på Neo FreeRunner:
- Openmoko linux varianter:
  - SHR (Stable Hybrid Release – mest populær forår 2010, FSO, freesmartphone-middleware)
  - Om 2009
  - Om 2008(.12)
  - FDOM (FAT and Dirty Openmoko)
- Andre (mange anvender FSO, freesmartphone-middleware):
  - Android[6] (4. mest populær forår 2010)
  - Debian (næstmest populær forår 2010)
  - QT Moko (3. mest populær forår 2010) (Baseret på Debian og Qt Extended, QTopia)[7]
  - Gentoo
  - Hackable:1
  - Mer baseret på Maemo
  - Neovento
  - OpenWrt[8]
  - Qt Extended Improved
  - Slackware